# Walk On
„Walk On” este al patrulea disc single extras de pe albumul formației U2 din 2000, All That You Can't Leave Behind. Cântecul este despre Aung San Suu Kyi, și a devenit și mai popular după Atacurile de la 11 septembrie 2001 din cauza mesajului său motivant. Single-ul a câștigat Premiul Grammy pentru discul anului în 2002, aceasta fiind prima dată când un artist câștigă acest premiu pentru cântece de pe același album în doi ani consecutivi.